# Claude Ruiz-Picasso
Claude Ruiz-Picasso (Boulogne-Billancourt, 15 de mayo de 1947-Suiza, 24 de agosto de 2023) fue un fotógrafo, cineasta y diseñador gráfico francoespañol, hijo de Pablo Picasso y gestor de los derechos de su obra.

## Biografía
Primogénito del pintor español Pablo Picasso y la escritora francesa Françoise Gilot, nació en la localidad francesa de Boulogne-Billancourt en 1947. Fotógrafo, cineasta y diseñador gráfico, gestionaba también los derechos de autor de la obra de su padre. Su trabajo le mereció el nombramiento en 2011 como caballero de la Orden Nacional de la Legión de Honor.
Falleció en Suiza el 24 de agosto de 2023, a los 76 años.